# Eva Haule
Eva Sybille Haule, ook Eva Haule-Frimpong, (Tübingen, 16 juli 1954) was vanaf de jaren tachtig lid van de Rote Armee Fraktion (RAF) en nam deel aan verschillende aanslagen. Ze werd op 2 augustus 1986 gearresteerd en werd op 17 augustus 2007 voorwaardelijk vrijgelaten. Tijdens haar gevangenisstraf verwierf ze bekendheid als kunstenaar-fotograaf.

## Leven
Haule volgde het Mörike-Gymnasium in Esslingen en studeerde aan de pedagogische academie in Reutlingen. Ze vertrok naar Berlijn waar ze actief werd in de kraakbeweging. Haule leerde er Manuela Happe kennen. Later zouden beiden zich bij de RAF aansluiten. Van 1980 tot 1988 was ze gehuwd met de in Ghana geboren Emmanuel Kwame Frimpong en noemde ze zich Eva Sybille Haule-Frimpong.

## Lidmaatschap van de RAF
Ze werd rond 1984 lid van de RAF en behoorde tot de zogenaamde 'derde generatie'. Haule was betrokken bij talrijke aanslagen en terroristische operaties van de RAF zoals de overval op een wapenhandel in Maxdorf, in de buurt van Ludwigshafen, op 5 november 1984. Hierbij maakte de RAF 22 vuistvuurwapens, twee geweren en zo’n 2.800 stuks munitie buit. Ze nam ook deel aan de poging tot een bomaanslag op de NAVO-school in Oberammergau, op 18 december 1984. Voor de aanslag van 'Kommando Jan Raspe' had Haule een met explosieven geladen auto voor de school geparkeerd. Er hadden talrijke doden kunnen vallen, maar de aanslag mislukte als gevolg van een technisch defect.
In Wiesbaden vermoordden RAF-terroristen op 8 augustus 1985 de Amerikaanse soldaat Edward Pimental om in bezit te komen van zijn identiteitsbewijs. Hierbij was ook Birgit Hogefeld betrokken. Het identiteitsbewijs werd gebruikt door het 'Kommando George Jackson' bij een aanslag op een explosievenopslag van het Amerikaanse leger in Frankfurt am Main. Hierbij vielen twee doden en elf gewonden. De materiële schade bedroeg een miljoen Duitse Mark. Ook bij deze aanslag was Haule betrokken.

### Arrestatie en proces
Na een tip van een klant werd Haule op 2 augustus 1986 in een ijssalon in Rüsselsheim gearresteerd, samen met de destijds 23-jarige Luitgard Hornstein en de 26-jarige Christian Kluth. Op de aanhouding van Haule stond een beloning van 50.000 Mark. Pas 7 jaar later zou weer een lid van een RAF-commando worden gearresteerd.
Haar beide metgezellen werd lidmaatschap van een illegale militante organisatie ten laste gelegd. Ze werkten vanuit Düsseldorf in vooral Nordrhein-Westfalen. Al sinds het begin van de jaren zeventig waren pogingen ondernomen tot het oprichten van een Rote Ruhr Armee (Rode Ruhr leger). Aanstichters van deze parallel aan de RAF geplande organisatie werden echter gearresteerd en veroordeeld.
De rechtszaak tegen Haule en de andere twee verdachten begon op 1 september 1987 voor de rechtbank van Stuttgart. Haule werd op 28 juni 1988 wegens haar lidmaatschap van de RAF, valsheid in geschrifte, heling, handelen in strijd met de Duitse wapenwet, de overval op de wapenhandel in Maxdorf en de poging tot een bomaanslag in Oberammergau tot een gevangenisstraf van 15 jaar veroordeeld.

### Nieuw proces
Deze straf zou in 2001 aflopen, maar nieuwe bewijzen leidden tot een nieuw proces tegen Haule, ditmaal voor het gerechtshof van Frankfurt. Sinds 7 januari 1993 liep een onderzoek van het openbaar ministerie tegen Haule wegens verdenking van 3-voudige moord en 23-voudige poging tot moord omdat ze in 1985 bij de moord op Pimental en de bomaanslag op de Amerikaanse luchtmachtbasis Rhein-Main Air Base bij Frankfurt betrokken zou zijn geweest. De verdenking tegen haar ontstond na de vondst van brieven in de gevangeniscel van RAF-lid Manuela Happe waarin Haule haar betrokkenheid toegaf, over de RAF steeds als 'wij' schreef, en een politieke inschatting gaf van de aanslag.
Op 28 april 1994 veroordeelde het gerechtshof van Frankfurt Haule wegens de moord op de Amerikaanse soldaat en de op 8 augustus 1985 gepleegde bomaanslag op de Amerikaanse luchtmachtbasis tot levenslange gevangenisstraf. In eerste instantie zat ze gevangen in de vrouwengevangenis van Stuttgart-Stammheim. Na een hongerstaking in 1989 werd ze overgeplaatst naar Frankfurt-Preungesheim. De laatste periode van haar straf zat ze uit in de vrouwengevangenis van Berlin-Neukölln.

## Werk als kunstenaar
Haule kwam in maart 2005 in het nieuws toen fotoportretten die ze van vrouwelijke medegevangenen had gemaakt werden geëxposeerd op de tentoonstelling Kunst von Außenseitern (Kunst van buitenstaanders) in het Huis van Afgevaardigden van Berlijn. Haar deelname veroorzaakte een golf van protest onder de afgevaardigden en het publiek. Een tweede tentoonstelling (afstudeerwerk van de school voor fotografie) vond in maart 2007 zonder enig protest plaats in Galerie VolkArt Berlin.

## Vrijlating
Haule diende een verzoek tot vervroegde voorwaardelijke vrijlating in, dat op 16 augustus 2007 werd gehonoreerd. Het gerechtshof van Frankfurt zette de rest van haar levenslange gevangenisstraf om in een voorwaardelijke straf van vijf jaar. Het hof had hiertoe de veroordeelde tweemaal persoonlijk gehoord en was tot de conclusie gekomen dat ze niet langer een gevaar voor de maatschappij vormde. De inmiddels 53-jarige Haule had op een overtuigende manier duidelijk gemaakt dat ze geweld in de vorm van 'gewapende strijd' niet meer als geschikt middel voor nastreven van politieke doelen zag. De volgende dag meldde de rechtbank dat Haule op 21 augustus 2007 vervroegd zou worden vrijgelaten. Later bleek dat ze diezelfde dag was ontslagen uit de vrouwengevangenis in Berlin-Neukölln. De onjuiste berichtgeving was bedoeld geweest om een mediacircus te voorkomen.